# 潘文江
潘文江（發音：[fāːn˧ vān˧ zāːŋ˧]；1960年10月14日—），越南政治人物、越南人民军大将，生于越南太原省，祖籍南定省。现任越南共产党第十三届中央政治局委員、越南共产党中央军事委员会副书记、越南国防部部长。

## 生平
潘文江于1960年10月14日出生于越北太原省。
1978年，入伍后在北太省军事指挥部（省军区）服役。1979年，参加与中国的边境战争。
1980年8月，考入越坦克-装甲军官学院。1983年，毕业后授予中尉军衔，在越军王牌部队312师历任排长、连长、副营长、营长、副团长兼参谋长、团长，副师长兼参谋长。
2003年，任312师长。2010年，升任第1集团军司令（号称“决胜兵团”，下辖308师、312师、390师皆为越军精锐主力部队）
2011年，调任副总长兼总参党委书记。2013年，晋升中将军衔。
2014年4月，任第1军区司令。
2016年1月，当选越南共产党第十二届中央委员会。
2016年4月12日，被任命为越南国防部副防长。
2016年5月21日，潘文江出任越南人民军总参谋长。2017年9月1日，晋升上将军衔。
2021年4月8日，被任命為越南國防部部長。同年7月12日，晋升大将军衔。

## 荣誉

### 外国勋章奖章
- 友谊勋章（俄罗斯，2021年3月29日批准[6]）
- 友好合作勋章大十字勳位（柬埔寨）